# Site archéologique de la Croce del Papa
Le site archéologique de la Croce del Papa est un ancien village daté de l'Âge du bronze découvert en mai 2001 à Nola, près de Naples, en Campanie, en Italie. Enseveli par les cendres d'une éruption du Vésuve vers 1700 av. J.-C., le site a été qualifié de « première Pompéi » par l'archéologue française qui l'a fouillé, Claude Albore Livadie.

## Historique
La découverte en 2001 de deux corps pris dans une nuée ardente tandis qu'ils fuyaient une éruption volcanique du Vésuve a conduit les archéologues à la découverte des vestiges ensevelis.

## Description
L'éruption du Vésuve a recouvert le village de cendres volcaniques vers 1700 av. J.-C., ainsi que des restes de chèvres, de plantes et de reliefs alimentaires,.
Seuls trois bâtiments restèrent intacts après l'éruption. Aucun reste humain n'a été retrouvé sur le site, ce qui incite à penser que la population s'était enfuie. L'absence d'objets personnels conduit également à penser que les habitants ont pu rassembler leurs objets de valeur avant de fuir. La vaisselle retrouvée près du feu et la présence d'un pot dans un four laissent penser que l'éruption a eu lieu à l'heure d'un repas.